# ミレル・ラドイ
ミレル・ラドイ（Mirel Matei Rădoi ,1981年3月22日）は、ルーマニア・ドロベタ＝トゥルヌ・セヴェリン出身の元サッカー選手。元ルーマニア代表である。現役時代のポジションはCB/CH。

## 経歴
2000年、11万ユーロの移籍金でステアウア・ブカレストに移籍した。ラドイは移籍初日、「ミオドラグ・ベロデディチなどのテレビで見ていた選手と同じ場所に立てるなんて夢のようだ」と表現した。FCMバカウ戦で初出場し、9分には得点も決めた。新監督に就任したヴィクトル・ピツルカはラドイを高く評価し、チームの重要な選手となった。2000-01シーズン、リーグ優勝を果たした。その後、ディナモ・ブカレストに勝利してスーペルクパ・ロムニエイ優勝を果たした。2004-05シーズン、自身2度目のリーグ優勝を果たした。UEFAカップ決勝トーナメント1回戦では前回王者のバレンシアCFに勝利した。準決勝のミドルスブラFCに敗れて敗退した。2005-06シーズン、クラブ通算23回目となるリーグ優勝を果たした。ステアウアは10シーズンぶりにUEFAチャンピオンズリーグのグループリーグに進出し、レアル・マドリード、オリンピック・リヨン、ディナモ・キエフと戦った。ステアウアで過ごした後半の期間には、レアル・マドリードやリヴァプールFCなど数多くのビッグクラブに興味を持たれていた。2006年夏にはイングランドのポーツマスFCへの移籍が噂され、移籍金額は約1100万ドルと言われたが、結局移籍は成立しなかった。
2009年1月、600万ユーロの移籍金と年俸140万ユーロで、サウジアラビアのアル・ヒラルに移籍した。アル・ナスルとのローカルダービーでデビューし、ラドイは得点を奪った。
2011年8月、UAEリーグのアル・アインFCに移籍。

## 所属クラブ
- FCエクステンシヴ・クラヨーヴァ 1999-2000
- ステアウア・ブカレスト 2000-2009
- アル・ヒラルFC 2009-2011
- アル・アインFC 2011-2014
- アル・アハリ・ドバイFC 2014-2015
- アル・アラビSC 2015

## タイトル

### 選手時代
ステアウア・ブカレスト
- リーガ1：3回（2000-01、2004-05、2005-06）
- スーペルクパ・ロムニエイ：2回（2001、2006）

アル・ヒラル
- サウジ・プロフェッショナルリーグ：2回（2009-10、2010-11）
- クラウン・プリンス・カップ：3回（2008-09、2009-10、2010-11）

アル・アイン
- UAEリーグ：2回（2011-12、2012-13）
- UAEプレジデンツカップ：1回（2013-14）

個人
- サウジ・プロフェッショナルリーグ年間最優秀選手：1回（2010）